# Sloanea carrenoi
Sloanea carrenoi är en tvåhjärtbladig växtart som beskrevs av J.A. Steyermark. Sloanea carrenoi ingår i släktet Sloanea och familjen Elaeocarpaceae. Inga underarter finns listade i Catalogue of Life.